# Loma Alta (Tarija)
Loma Alta is een plaats in het departement Tarija, Bolivia. Het is de tweede grootste plaats in de gemeente Caraparí, gelegen in de Gran Chaco provincie. 

## Bevolking
| Jaar | Populatie |
| ---- | --------- |
| 1992 | -         |
| 2001 | 483       |
| 2012 | 910       |